# Encantados (filme)
Encantados, anteriormente Amazônia Caruana, é um filme brasileiro de 2017, dirigido por Tizuka Yamasaki, baseado no livro O Mundo Místico dos Caruanas da Ilha do Marajó, de Zeneida Lima. O filme foi gravado entre 2008 e 2009 e teve a edição finalizada em 2014, embora só tenha sido lançado oficialmente em 18 de novembro de 2017

## Enredo
O filme conta a história da própria Zeneida (autora do livro), que nasceu às margens do rio Amazonas, fugiu da casa dos pais aos 12 para seguir uma paixão, e logo descobriu seu dom para a pajelança.

## Elenco
- Carolina Oliveira como Zeneida
- Thiago Martins como Antônio
- Dira Paes como Cotinha
- Letícia Sabatella como Zezé
- Ângelo Antônio como Mundico
- Laura Cardoso como Avó Pocaru
- Cássia Kiss como Pajé Encantada
- Fafá de Belém como Alaci
- Anderson Müller como Fortunato
- José Mayer como Angelino
- João Vitor Silva como Francisco
- Wendell Bendelack como Candiru
- Val Perré como Damião